# Bajor Andor
Bajor Andor (Nagyvárad, 1927. szeptember 30. – Debrecen, 1991. január 24.) romániai magyar író, költő, humorista.

## Életpályája
Középiskoláit szülővárosában végezte, 1949-ben a kolozsvári Bolyai Tudományegyetemen filozófia szakos tanári oklevelet szerzett. A Móricz Zsigmond Kollégium tagja volt. 1952-ig az egyetem Logika Tanszékén gyakornokként működött, majd rövid ideig a Magyar Irodalomtörténeti Tanszéken lett tanársegéd. 1953 és 1957 között az Állami Irodalmi és Művészeti Kiadó szerkesztőjeként, 1957-től 1962-ig a Napsugár című gyermeklap munkatársaként dolgozott, majd 1969-ig az Irodalmi Könyvkiadó szerkesztője volt. 1969 és 1987 között a bukaresti Előre című napilap kolozsvári munkatársaként tevékenykedett. Több évtizeden át ő írta az Utunk című irodalmi hetilap szilveszteri Ütünk mellékletét. 1990 és 1991 között a kolozsvári Keresztény Szó című katolikus lap főszerkesztője volt.

## Munkássága
Első írását az Utunk közölte 1949-ben. Lírikusként indult, szatirikus és humoros versei Anavi Ádámmal és Bodor Pállal közös kötetben jelentek meg (Pellengér, 1955). Közben irodalmi bírálatokat is írt, de végül a szatirikus-humoros műfajváltozatokban talált rá igazi hangjára. Első kötetével, a szatírákat, humoreszkeket és irodalmi paródiákat tartalmazó Kerek pereccel (1955, bővített 2. kiadás 1957) egy csapásra meghódította az olvasókat. Írásainak további reprezentatív gyűjteménye a hasonló műfaji összetételű Répa, retek, mogyoró (1962), valamint a Főúr, írja a többihez (1967). Első szatíráiban a társadalmi élet egyes negatív jelenségeit, a hivatalnoki közönyt, a szolgalelkűséget tűzte tollhegyre, szívesen folyamodva a játékos fantasztikum eszközéhez. Paródiáiban a sematizmus akkoriban igen veszélyes szemléletének írói megnyilatkozásait gúnyolta ki, pontos diagnózisát adva a maga sajátos műfajában egy korszak irodalmi torzulásainak. A hazug idill költőjéről például így írt a Szelíd viharban: „Rózsaszín dörej. Jégeső szakad. / Vakít a villám rózsaszínű fénye; / rózsaszín költő ül a fa alatt. / Rózsaszín villám csapjon őbeléje.” Későbbi paródiáiban a divatos és semmitmondó modernkedést karikírozta s kortársairól készített stílustanulmány-értékű „portré”-kat (Pokoli különkiadás, 1968).
Sajátos műfaját, a humoreszk eszközeivel megmódolt novellát fokozatosan alakította ki. Az 1950-es évek második felétől tűnt fel írásaiban a névtelen kisember, akinek esendőségében vagy kicsinyességében is az emberséget láttatta. Az ő szemszögéből nézve nemcsak a valóság torzulásai, hanem az eszmények is élesebben, tisztábban rajzolódtak ki. Ezért beszélhetett a szerző hiteles pátosszal a pöffeszkedő Valaki mellett háttérbe szoruló Satöbbiről, aki gerelyt vet, feltalál, épít, gólt rúg és lírai verset ír: mindenütt ott van, „ahol szükség van az erejére”. A Répa, retek, mogyoró s különösen a Főúr, írja a többihez egy-egy ciklusában a naiv gyermeki szemlélettel való azonosulás és az élményszerűséget fokozó első személyes előadásmód került előtérbe. Ez a két ciklus öleli fel Bajor legszebb, legsikerültebb írásait: az eszmények veszendőségét felpanaszoló „elégiákat” s az emberség melletti helytállás groteszk „himnuszait”. Az Április bolondjában írja: „Szegény fiú, ki ugratott be ennyire téged? Ki tréfált ifjúságoddal? Mondd, ugrass: Ma fölfedezték a rák szérumát. És én elhiszem. Itt az áprilist kiáltó felhők alatt fogom elhinni. S nem szégyenlem… Viccelj: Tengerbe dobtak minden fegyvert, testvérré lettek a Föld minden népei, nincs több sírás, könny, nehéz öregség. Elhiszem.” S e becsapottság keserűségén felülemelkedve, szent meggyőződéssel hirdeti: „Megérett minden jóra a föld… Aki nem hisz benne, az a vak, az az ügyefogyott, az az igazi április bolondja.” Kritikusai méltán állapították meg róla, hogy lírai és intellektuális, humoros és groteszk elemeket ötvöző, nyelvi leleményekben bővelkedő, vallomásszerű írásai megkülönböztetett helyet biztosítanak számára irodalmunkban.
A lírai hozzáállás nemesíti humoreszkjeinek újabb gyűjteményeit is (Tücsök és bogár. Kv. 1972; Az éjjeliőr nem tud aludni. 1976). Az utóbbi években – több karcolatának bábszínpadra való átdolgozása után – a drámai műfajban önállóan is jelentkezett: Szürke délután című darabja (Igaz Szó 1977/6) Szabó József rendezésében Nagyváradon (1978), Harag György rendezésében Kolozsvárt színre is került (1980). A Napsugár gyermekolvasói számára a felnőttek körében is népszerű kalandregény-paródiát (Egy bátor egér viszontagságai. Majtényi Erik bevezetőjével, 1960; 4. kiadás 1978) és számos ifjúsági elbeszélést (Hétmérföldes csizma. 1962; Garázda Karcsi rokonsága. 1966; Hóvirágméz. 1975; A csodálatos esernyő. 1980) írt. A publicisztikának a pamflet eszközeivel frissített változatát műveli (Napiparancs a hegedűhöz. 1963). Mint fordító, Eminescu és Topârceanu (Egy kicsi tücsök balladája. 1961, 1972) verseit, a Pintea Viteazul című román népballadát, valamint Mircea Sîntimbreanu karcolatait (Diákabrak. 1978) tolmácsolta, kitűnő formaérzékkel. A Forrás-sorozat több kötetéhez írt előszót, a Tanulók Könyvtára számára válogatta Karinthy Frigyes írásait (1974). Írásaiból Bukarestben egy-egy válogatás román, illetve orosz fordításban is megjelent (Curcubeul. 1964; Raduga. 1969; Marele coordonator. 1978).

## Művei

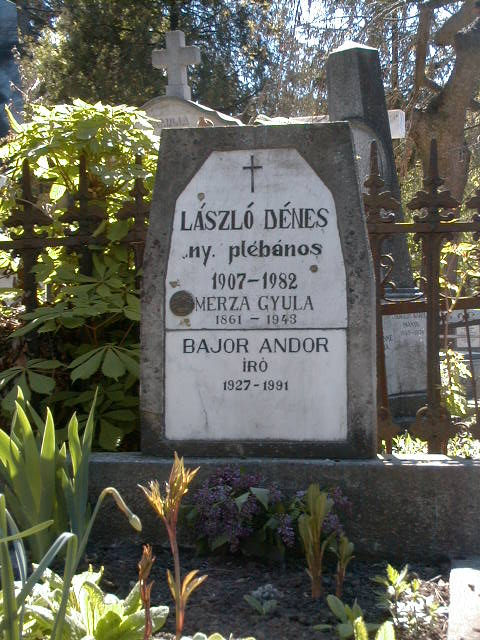
Bajor Andor sírja Kolozsvárott, a Házsongárdi temetőben.

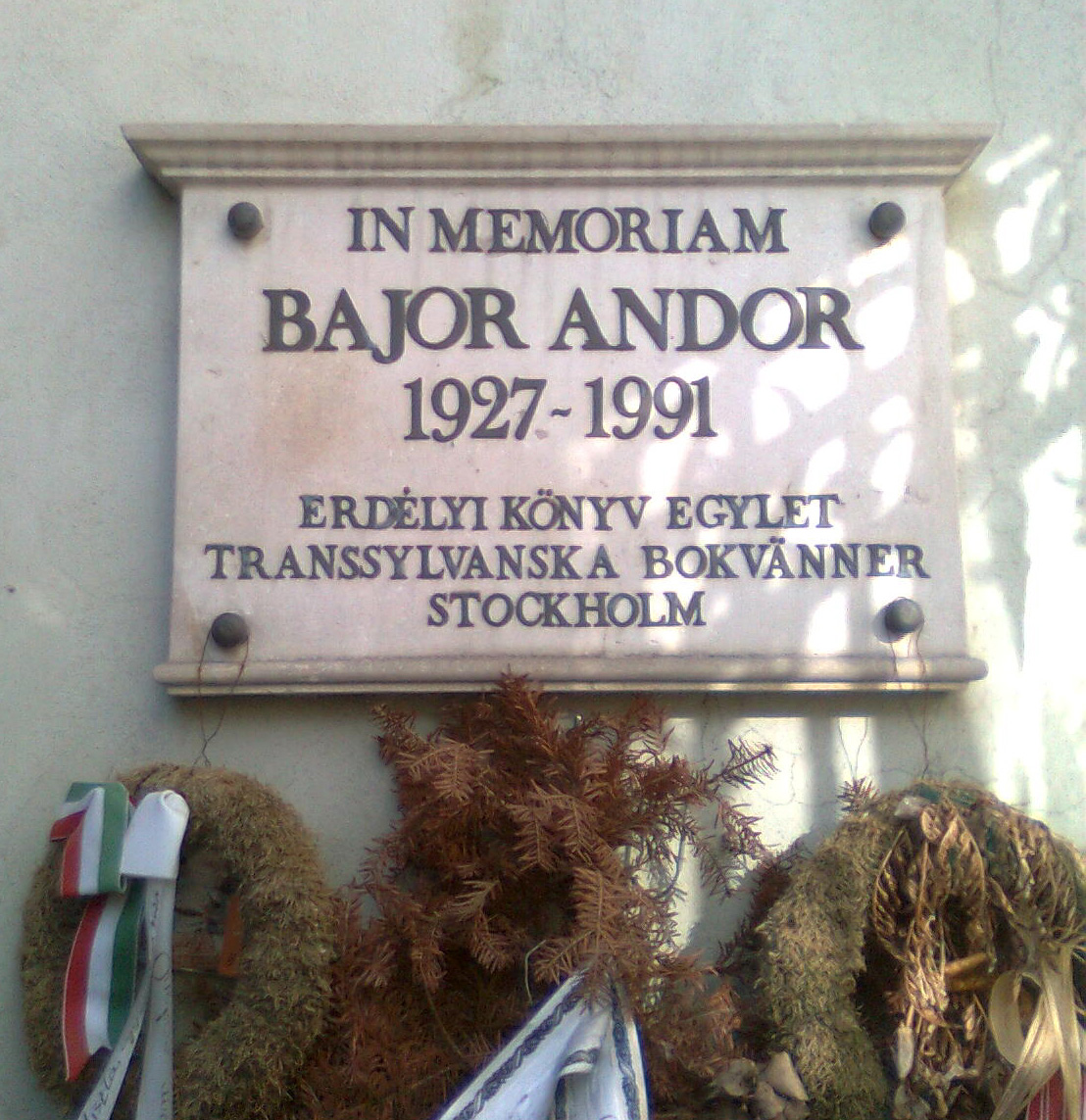
Bajor Andor-emléktábla Kolozsvárott a főtéri római katolikus plébánia udvarán, a Keresztény Szó szerkesztősége falán

- Pellengér (Szatirikus versek) Bukarest, 1955
- Kerek perec (Szatírák, karcolatok) Bukarest: Állami Irodalmi és Művészeti Kiadó. 1955
- Kerek perec. Szatírák, humoreszkek, karikatúrák; 2., bőv. kiad.; Állami Irodallmi és Művészeti Kiadó, Bukarest, 1957
- Egy bátor egér viszontagságai. Paródia; Ifjúsági, Bukarest, 1960 (Napsugár könyvek)
- Répa, retek, mogyoró. Paródiák, szatírák, humoreszkek; Irodalmi, Bukarest, 1962
- Hétmérföldes csizma. Bukarest: Ifjúsági. 1962
- Napiparancs a hegedűhöz. Publicisztikai írások; Irodalmi, Bukarest, 1963
- Garázda Karcsi rokonsága (Gyermekregény) Bukarest: Ifjúsági. 1966
- Főúr, írja a többihez! (Humoreszkek) Bukarest: Irodalmi. 1967
- Pokoli különkiadás (Paródiák) Bukarest: Irodalmi. 1968
- Tücsök és bogár (Szatírák) Kolozsvár: Dacia. 1972
- Hóvirágméz (Mesék, karcolatok) Bukarest: Cranga. 1975
- Lelkek és pasasok (Elbeszélések, karcolatok) Budapest: Magvető. 1975
- Az éjjeliőr nem tud aludni (Karcolatok) Bukarest: Kriterion. 1976
- Szürke délután (Színmű)
- A csodálatos esernyő (Elbeszélések) Bukarest: Kriterion. 1980
- Hézagpótlások (Visszaemlékezések) Budapest: Magvető. 1981 ISBN 963-271-445-8
- Abodi Nagy Béla (Monográfia) Bukarest: Kriterion. 1986
- Mi a manó… (Mesék) Bukarest. 1988
- Apróhirdetés (Humoreszkek) Bukarest: Kriterion. 1989 ISBN 973-26-0011-X
- Részleges vízözön (Elbeszélések) Budapest: Héttorony. 1991 ISBN 963-7855-25-4
- Ima az üldözőkért (Szatirikus karcolatok) Stockholm: Erdélyi Könyv Egylet. 1992
- 1 arany tálentom. Székesfehérvár: Vörösmarty Társaság. 1993 ISBN 963-04-3693-0
- Betűvetők becsülete (Cikkek, esszék, tanulmányok) Kolozsvár: Gloria – Bukarest: Kriterion. 1996 ISBN 973-26-0485-9 és ISBN 973-9203-05-1
- A kastélyunk (Mesék) Marosvásárhely: Mentor. 2002 ISBN 973-599-040-7
- Az ezermester; A Valdemár-kódex. Csíkszereda: Hargita. 2004 ISBN 973-86876-2-4
- Mióta nem tudnak számolni a varjak? (válogatás a Mi a manó című könyvből) Kolozsvár: Koinónia. 2004 ISBN 973-8022-80-0
- Angyal Bandi illemtana : humoreszkek, paródiák : 1959–1989. Kolozsvár: Kriterion. 2005 ISBN 973-26-0829-3
- Április bolondja (Válogatott novellák) Budapest: Noran. 2006 ISBN 963-7416-86-2
- Füstöl az acélkalapács (Szatírák, paródiák) Marosvásárhely: Mentor. 2009 ISBN 978-973-599-367-2